# Zé Sérgio
Zé Sérgio (São Paulo, 1957. március 8. –) brazil válogatott labdarúgó.

## Nemzeti válogatott
A Brazil válogatottban 25 mérkőzést játszott.

## Statisztika
| Brazil válogatott | Brazil válogatott | Brazil válogatott |
| Időszak           | Mérk.             | gól               |
| ----------------- | ----------------- | ----------------- |
| 1978              | 2                 | 0                 |
| 1979              | 6                 | 0                 |
| 1980              | 8                 | 4                 |
| 1981              | 9                 | 1                 |
| Összesen          | 25                | 5                 |